# 重奏
重奏（じゅうそう）は、複数のパートからなるアンサンブルの一種で、各パートは一人の演奏者で受け持つものを指す。独奏とはアンサンブルではなく演奏者が一人で楽曲を演奏することを指す。室内楽（しつないがく、英語: chamber music、ドイツ語: Kammermusik、イタリア語: musica da camera） とはこれらの音楽、これらのための楽曲を指す。
これに対して、合奏とは同一パートを2人以上の演奏者が受け持つアンサンブルを指す。また、伴奏を伴う場合には、伴奏も重奏の中に数え入れるのが一般的である。
独奏は、通常伴奏を伴うものも含まれるが、ピアノなどによる伴奏を伴う独奏を二重奏と呼ぶことも多い。重奏はまた重唱の対語でもあるが、伴奏に関して用語の用法が若干異なる。

## 重奏の形態
重奏の形態は様々なものが考えられるが、主なものは次の通りである。
二重奏（デュオ、デュエット、Duo、Duet）
- ヴァイオリンとピアノ
- チェロとピアノ
- フルートとピアノ
- クラリネットとピアノ
- 2台のピアノ

現在ではほぼすべての弦楽器、管楽器などにピアノとの二重奏曲があるといってもよい。
- 二重奏 (弦楽器)
ヴァイオリンとヴィオラ、ヴァイオリンとチェロなど

三重奏（トリオ、Trio）
- 弦楽三重奏
（ヴァイオリン、ヴィオラ、チェロ）
- ピアノ三重奏
（ピアノ、ヴァイオリン、チェロ）
- トリオ・ダンシュ
（オーボエ、クラリネット、ファゴット）
- 金管三重奏
（トランペット、ホルン、トロンボーン）

四重奏（カルテット、Quartet）
- ピアノ四重奏
（ピアノ、ヴァイオリン、ヴィオラ、チェロ）
- 弦楽四重奏
（第1ヴァイオリン、第2ヴァイオリン、ヴィオラ、チェロ）
- フルート四重奏
（フルート、ヴァイオリン、ヴィオラ、チェロ、または4本のフルートだけの形態がある）
- オーボエ四重奏
（オーボエ、ヴァイオリン、ヴィオラ、チェロ）
- サクソフォーン四重奏
（ソプラノサクソフォーン、アルトサクソフォーン、テナーサクソフォーン、バリトンサクソフォーン）
（アルトサクソフォーン2、テナーサクソフォーン、バリトンサクソフォーン）
- 金管四重奏
（トランペット2、トロンボーン2）
（トランペット2、ホルン、トロンボーン）
（トランペット、ホルン、トロンボーン、テューバ）
（Bbコルネット2、Ebテナーホーン、ユーフォニアム）
- トランペット四重奏
- ホルン四重奏
- トロンボーン四重奏
（テナートロンボーン3、バストロンボーン）
（テナートロンボーン4）
- ユーフォニアム（バリトン）・テューバ四重奏
（ユーフォニアム（バリトン）2、テューバ2）

五重奏（クインテット、Quintet）
- 弦楽五重奏
（第1ヴァイオリン、第2ヴァイオリン、第1ヴィオラ、第2ヴィオラ、チェロ）
（第1ヴァイオリン、第2ヴァイオリン、ヴィオラ、第1チェロ、第2チェロ）
- 金管五重奏
（トランペット2、ホルン、トロンボーン、テューバ）
（トランペット2、トロンボーン3）
（トランペット2、ホルン、トロンボーン2）
（トランペット2、トロンボーン2、テューバ）
（Bbコルネット2、Ebテナーホーン、ユーフォニアム、バス）
- 木管五重奏
（フルート、オーボエ、クラリネット、ホルン、ファゴット）
- ピアノ五重奏
（ピアノ、第1ヴァイオリン、第2ヴァイオリン、ヴィオラ、チェロ）
（ピアノ、ヴァイオリン、ヴィオラ、チェロ、コントラバス）
- オーボエ五重奏
（オーボエ、第1ヴァイオリン、第2ヴァイオリン、ヴィオラ、チェロ）
- クラリネット五重奏
（クラリネット、第1ヴァイオリン、第2ヴァイオリン、ヴィオラ、チェロ）
（クラリネット5、うちバスクラリネット0〜1）

六重奏（セクステット、Sextet）
- 弦楽六重奏
（ヴァイオリン2、ヴィオラ2、チェロ2）
- ピアノ六重奏
（ピアノ、ヴァイオリン2、ヴィオラ、チェロ、コントラバス）
（ピアノ、ヴァイオリン、ヴィオラ2、チェロ、コントラバス）
（ピアノ、フルート、オーボエ、クラリネット、ホルン、ファゴット）
- 金管六重奏
（トランペット2、ホルン、トロンボーン2、テューバ）
（トランペット2、ホルン2、トロンボーン、テューバ）
（トランペット2、ホルン、トロンボーン、ユーフォニアム、テューバ）
（トランペット3、トロンボーン3）
- その他の六重奏曲

七重奏（セプテット、Septet）
- 金管七重奏
（トランペット3、トロンボーン3、テューバ）

八重奏（オクテット、Octet）
- 弦楽八重奏、複弦楽四重奏
（弦楽四重奏×2）
- 木管八重奏
（オーボエ2、クラリネット2、ホルン2、ファゴット2）
- 金管八重奏
（トランペット3、ホルン、トロンボーン2、ユーフォニアム、テューバ）
（トランペット2、ホルン2、トロンボーン2、ユーフォニアム、テューバ）
（トランペット2、トロンボーン2）×2
（トランペット2、ホルン、トロンボーン）×2

九重奏（ノネット、Nonet）
- 九重奏
（ヴァイオリン、ヴィオラ、チェロ、コントラバス、フルート、オーボエ、クラリネット、ホルン、ファゴット）
- 木管九重奏
（オーボエ2、クラリネット2、ホルン2、ファゴット2、コントラバス）
- 金管九重奏
（トランペット3、ホルン2、トロンボーン3、テューバ）

十重奏（デクテット、Dectet）
- 管楽十重奏（ダブルクインテット）
（フルート、オーボエ、クラリネット、ファゴット、トランペット2、ホルン2、トロンボーン、チューバ）
- 金管十重奏
（トランペット4、ホルン、トロンボーン4、テューバ）……フィリップ・ジョーンズ・ブラス・アンサンブル編成
（トランペット4、ホルン2、トロンボーン3、テューバ）……ジャーマン・ブラス編成
（トランペット2、ホルン、トロンボーン、テューバ）×2 ……金管五重奏×2
（Ebソプラノ・コルネット、Bbコルネット、フリューゲルホーン、Ebテナーホーン、Bbバリトンホーン、ユーフォニアム、トロンボーン、バス・トロンボーン、Ebバス、Bbバス）
（Ebソプラノ・コルネット、Bbコルネット2、フリューゲルホーン、Ebテナーホーン、Bbバリトンホーン、ユーフォニアム、トロンボーン、バス・トロンボーン、バス）